# 武藤顕
武藤 顕（むとう あきら、1960年〈昭和35年〉7月17日 - ）は、日本の外交官。
インド・ニューデリー生まれ。父親も外交官。神奈川県立湘南高等学校を経て、東京大学卒業。

## 略歴
- 1985年 　東京大学経済学部経済学科卒業
- 1985年 　外務省入省
- 1991年 　条約局国際協定課
- 1992年 　条約局国際協定課 課長補佐
- 1995年 　欧亜局ロシア課 課長補佐
- 1996年 　欧亜局ロシア課 首席事務官
- 1998年 　在アメリカ合衆国日本国大使館 一等書記官
- 2000年　 在ロシア日本国大使館 一等書記官
- 2002年 　在ロシア日本国大使館 参事官
- 2004年 　経済局国際経済第一課自由貿易協定・経済連携協定室長
- 2004年 　経済局政策課企画官　兼 経済連携課（南東アジア経済連携協定交渉室長）
- 2005年 　国際情報統括官付国際情報官（第四国際情報官室担当）
- 2007年 　欧州局ロシア課長
- 2010年 　総合外交政策局総務課長
- 2012年 　在ボストン日本国総領事館 総領事
- 2014年 　大臣官房参事官兼欧州局（大使）
- 2015年 　内閣事務官 内閣官房内閣審議官（国家安全保障局）
- 2018年 　外務事務官 在アメリカ合衆国日本国大使館 公使 （スタンフォード大学Freeman Spogli Institute for International Studies Asia-Pacific Research Center, Global Affiliate Visiting Scholar）
- 2019年　在ロサンゼルス日本国総領事館 総領事
- 2022年　外務省研修所 所長[3]
- 2023年　ロシア連邦駐箚特命全権大使（10月24日閣議決定[4]、2024年11月5日にプーチン大統領に信任状を手交[5]）

## 同期
- 相木俊宏（21年タジキスタン大使）
- 磯俣秋男（24年スリランカ大使・21年アラブ首長国連邦大使）
- 市川とみ子（23年軍縮会議代表部大使）
- 伊藤恭子（23年チリ大使・20年エチオピア大使）
- 稲垣久生（23年トンガ大使）
- 大菅岳史（22年チュニジア大使・19年国連次席大使・18年外務報道官・17年アフリカ部長）
- 大森摂生（22年ボツワナ大使）
- 島田順二（21年メルボルン総領事）
- 清水信介（22年特命全権大使（アフリカ開発会議（TICAD）担当兼アフリカの角地域関連担当、国連安保理改革担当、安保理非常任理事国選挙担当）・18年チュニジア大使）
- 鈴木秀生（24年特命全権大使（広報外交担当兼国際保健担当、メコン協力担当）・20年チェコ大使・19年国際協力局長・17年地球規模課題審議官）
- 鈴木浩（22年インド大使・20年外務審議官・12年内閣総理大臣秘書官）
- 鈴木亮太郎（21年アイスランド大使）
- 滝崎成樹（20年内閣官房副長官補・19年アジア大洋州局長）
- 竹内一之（22年ザンビア大使）
- 垂秀夫（20年中国大使・19年官房長）
- 中前隆博（22年スペイン大使・19年アルゼンチン大使・17年中南米局長）
- 橋本尚文（22年特命全権大使（人権担当兼国際平和貢献担当）・20沖縄大使・18年イラク大使）
- 福島秀夫（21年パナマ大使・18年ヒューストン総領事）
- 前田徹（21年ブルネイ大使）
- 三澤康（25年関西担当大使・22年タンザニア大使）
- 水嶋光一（21年イスラエル大使・19年領事局長）
- 水越英明（24年スウェーデン大使・21年スリランカ大使・20年国際情報統括官）
- 森美樹夫（23年ニューヨーク総領事・21年領事局長）
- 山元毅（23年ペルー大使・19年グアテマラ大使・17年東京都外務長）